# Lista de personagens de God of War
O seguinte é uma lista de personagens significantes na série de jogos eletrônicos God of War.

## Personagens Principais
- Kratos: Kratos é o protagonista da série God of War.[1] Tendo sua primeira aparição em God of War (2005), o personagem é um espartano com sede de poder que, para salvar sua vida, é forçado a servir o deus Olímpico Ares. Durante um massacre, Kratos mata acidentalmente sua esposa e filha. Renunciando a Ares e ficando com sua alma atormentada, Kratos serve os deuses por dez anos(finalmente se tornando o Deus da Guerra), até ser traído por Zeus. Uma turbulenta série de tentativas de se livrar da autoridade moral dos deuses(e até mesmo dos Titãs e de conseguir sua vingança, culminando em um confronto final com Zeus).
- Atena: A Deusa da Sabedoria, mentora e aliada de Kratos. Tendo sua primeira aparição em God of War (2005), Atena dá a Kratos a tarefa de matar Ares (porque Zeus proibiu batalhas entre deuses) sendo isso fundamental para fazer de Kratos o Deus da Guerra. Embora tendo mentido para Kratos sobre seu irmão Deimos, Atena sempre se fez solidária a Kratos, mesmo quando este renunciou aos deuses e foi traído por Zeus. Apesar de morrer tentando proteger Zeus de Kratos, Atena é ressuscitada e se eleva a um novo nível de compreensão. Atena se torna aliada de Kratos mais uma vez e o guia até a Caixa de Pandora, que permitirá que Kratos mate Zeus e acabe com o reino do Monte Olimpo.
- Gaia: Tendo sua primeira aparição em God of War II, a mãe dos Titãs, Gaia foi banida com seus outros companheiros Titãs na conclusão da Grande Guerra. Gaia salva Kratos do Submundo após um encontro desastroso com Zeus, e pede ao espartano que ache as Irmãs do Destino para mudar seu passado. Um Kratos bem-sucedido arranca Gaia e os Titãs do passado e lança um ataque abortivo ao Olimpo. Ferida na tentativa, Gaia abandona Kratos, que finalmente encontra a Titã ferida. Kratos mutila Gaia, mas a Titã acaba voltando para interromper a batalha final entre o espartano e Zeus. Kratos e Zeus entram em Gaia, onde o Espartano mata a Titã ao destruir o seu coração.
- Zeus: O Rei dos Deuses Olímpicos. Zeus e Ares acreditaram que a destruição do Olimpo seria certa pelas mãos de Deimos, irmão de Kratos, que foi aprisionado e torturado por Thanathos. Muitos anos depois, Zeus ajuda Kratos a matar Ares, mas Zeus acabara por enganar Kratos, fazendo-o drenar os seus poderes divinos para a Blade of Olympus (Lâmina do Olimpo), que Zeus disse ser necessária para enfrentar um novo problema, que na verdade foi criado por ele mesmo. Kratos, despojado de seus poderes, pode ser facilmente ferido enquanto humano, e foi morto por Zeus. Com a ajuda da Titã Gaia, Kratos usa o poder das Irmãs do Destino para retornar ao momento em que Zeus o trai e após um extensivo combate, vence o Rei dos Deuses. Zeus é salvo por Atena, que se sacrifica para preservar o Olimpo. Antes de morrer, Atena revela que de fato Kratos é filho de Zeus, o qual teme o ciclo que determina a morte-do-pai-pelo-filho (tendo ele mesmo aprisionado seu pai Cronos). Isso é confirmado quando Kratos descobre que Zeus foi corrompido pelo medo quando Kratos abriu a Caixa de Pandora para matar Ares. Após um encontro esclarecedor com Pandora, Kratos finalmente mata Zeus.
- Atreus: Filho de Kratos sua aparição ocorre no God of War (2018) ele é muito importante para trama. Sua personalidade costuma ser de ingenuidade no começo da trama por não saber o passado do seu pai. No decorrer do jogo ajuda o seu pai em combate em diferentes situações. No final do jogo é revelado que Atreus foi batizado pelo nome Loki pela sua mãe.
- Mímir: Ele um sábio de Midgard no God of War (2018). Ele pede a Kratos cortar a sua cabeça para guiar ele e Atreus nas terras Nórdicas.

## Deuses Gregos
- Afrodite: A Deusa do Amor. Ajuda Kratos ao dar poder a cabeça de Medusa morta, e depois oferecer conselhos sobre o arquiteto Dédalo e direcionar Kratos ao seu ex-marido Hefesto (o jogador pode se envolver em um "mini-jogo de sexo" com Afrodite em God of War III).
- Ares: O antigo Deus da Guerra. Aprisionou e torturou o irmão de Kratos, Deimos, no Domínio da Morte devido a uma profecia que dizia que o seu fim chegaria a partir de um guerreiro marcado (na verdade se referia à Kratos). Muitos anos depois, em um momento de desespero, Kratos chama pelo Deus da Guerra, e promete sua vida em servidão a Ares se este livrá-lo de seus inimigos e dá-lo poder para acabar com os mesmos. Ares ouve a oração de Kratos e dá as armas "Blades of Chaos" (Lâminas do Caos) ao seu novo servo. Um Kratos vitorioso renuncia à sua servidão por Ares quando o deus engana Kratos, fazendo-o matar sua esposa e filha. Quando Ares declara guerra à cidade de Atenas, Kratos recebe a tarefa de Atena para achar a Caixa de Pandora, um artefato capaz de destruir Ares. Finalmente bem sucedido, Kratos sobe ao Monte Olimpo e substitui Ares como o novo Deus da Guerra.
- Ártemis: A Deusa da Caça. Ártemis ajuda Kratos lhe dando a "Blade of Artemis" (Lâmina de Ártemis).
- Eos: A Deusa do Amanhecer e irmã de Hélio. Eos conta a Kratos sobre as conspirações de Morfeu, o deus da escuridão, que toma vantagem do desaparecimento de seu irmão. Avisando a Kratos que procure os Fogos Primordiais e liberte o fiel Corcel de Fogo de Hélio.
- Hélio: O Deus do Sol. Ele é inicialmente sequestrado pelo Titã Atlas em nome da deusa Perséfone, que pretende usar seus poderes para destruir o Pilar do Mundo, causando a destruição do Olimpo. O plano é frustrado por Kratos, e Hélio é resgatado. Machucado e deixado para ser morto pelo Titã Perses quando Kratos trás os Titãs de volta ao Olimpo, Hélio permanece fiel a Zeus e tenta enganar Kratos ao custo de sua vida (um ato que causa tempestade e escuridão em todo o mundo). Kratos guarda a cabeça decapitada de Hélio como um item em sua jornada.
- Hefesto: O Deus da Forja. Criador de Pandora e a Caixa de Pandora. Hefesto esconde a verdade sobre sua "filha" artificial de Zeus, avisando que a Caixa deve ser guardada em um impenetrável templo nas costas de Cronos ao invés da Chama do Olimpo. Quando Kratos finalmente entra no templo e abre a Caixa, foram soltos todos os males fome no mundo. Infectado pelo medo, Zeus bate e deforma Hefesto, como punição pela não sucedida segurança, antes deste ser enviado ao Submundo. Kratos localiza Hefesto em sua busca para encontrar a Chama do Olimpo e também de Pandora: a chave para apagar a Chama e abrir a Caixa de Pandora. Hefesto traí Kratos ao enviá-lo ao que parecia ser um confronto final como o Titã Cronos pela Pedra Onfalos. Kratos, no entanto, retorna triunfante e mata Hefesto, levando a última criação do deus, uma arma.
- Hera: A Rainha dos Deuses e a esposa de Zeus. Hera envia seu animal de estimação Argos para tentar parar a destruição de Kratos através da Grécia, e depois usando a mesma tática ao mandar o semideus Hércules matar Kratos. Kratos, no entanto, mata Hércules e também a própria Hera (um ato que mata toda vida abórea) por zombar de Pandora a quem Kratos ficou ligado.
- Hermes: O Deus do Comércio, Mensageiro dos Deuses, e pai de Ceryx. Hermes provoca Kratos sobre o assassinato de sua família, levando à uma perseguição pelo Olimpo. Ao ser pego desprevenido, Hermes é massacrado por Kratos (um ato que libera uma praga por todo o mundo), que confisca as "Boots of Hermes" (Botas de Hermes) para seu uso pessoal.
- Morfeu: O Deus dos Sonhos e o silencioso aliado da deusa Perséfone em God of War: Chains of Olympus. Após Hélio ser pego dos céus por Atlas, Morfeu força ambos deuses e mortais a ficarem sonolentos. Embora não seja visto, Morfeu tem seu plano frustrado quando Kratos mata Perséfone, aprisionando o Titã Atlas, e devolvendo Hélio ao céu.
- Perséfone: A Rainha do Submundo. Amargurada de ter sido abandonada no Submundo pelos outros deuses, Perséfone entra em uma aliança com Morfeu, libertando e usando o Titã Atlas para capturar o deus Hélio, com a intenção de usar o poder de Hélio para destruir o Pilar do Mundo. Perséfone é morta ao final por Kratos.
- Poseidon: O Deus dos Mares. Ele inicialmente ajuda Kratos (God of War) ao dar uma parte de seus poderes para Kratos derrotar a Hidra. Em God of War II, ele não aparece. Apenas no flashback de Atlas, onde ajuda Hades a capturar o mesmo. Em God of War III, ele luta contra Kratos, mas acaba derrotado e morto (um ato que engole o mundo em água).
- Thanatos: O Deus da Morte (comandante no Domínio da Morte) e pai de Erinys. Responsável por aprisionar e torturar o irmão de Kratos, Deimos. Acaba matando Deimos, mas morto depois por Kratos.
- Hades: O Deus do Submundo. Ele inicialmente ajuda Kratos dando-lhe o seu poder Exercito de Hades em God of War. Em God of War II, ele aparece apenas no flashback de Atlas, tentando roubar a alma de Cronos, mas no fim acaba ficando com a alma de Atlas. Em God of War III, Hades busca vingança contra Kratos pela morte de Perséfone, de Poseidon e de Atena, mas acaba morto em combate (um ato que liberta todas as almas do Submundo).

## Titãs
- Atlas: Um Titã com quatro braços, aprisionado no Tártaro após a Grande Guerra. Atlas é libertado pela deusa Perséfone e usado para capturar o deus Hélio, direcionando o poder do deus ao Titã para destruir o Pilar do Mundo. Atlas, no entanto, é acorrentado por Kratos, agora destinado a carregar o peso do mundo em suas costas para sempre. Após Kratos destruir Perséfone, Atlas zomba de Kratos por escolher servir os deuses, afirmando que um dia ele se arrependerá desta decisão. Na Ilha da Criação, Kratos encontra Atlas mais uma vez. Descobrindo a jornada de Kratos, Atlas ajuda Kratos com a passagem através do Grande Abismo e dá o resto de sua magia Atlas Quake para o uso pessoal do Espartano.
- Cronos: Cronos conhece a profecia que diz que um de seus filhos ira mata-lo e tomar seu lugar. Em uma tentativa de enganar o destino, Cronos devora seus próprios filhos e aprisiona-os dentro de seu estômago. Devido a uma manobra feita por sua esposa, Reia, seu filho Zeus é poupado do destino de seus irmãos e cresce escondido de seu pai. Zeus liberta seus irmãos e derrota Cronos e os Titãs na Grande Guerra. Como punição, Cronos é forçado a rastejar pelo Deserto das Almas Perdidas com o Templo de Pandora preso em suas costas. Na Ilha da Criação, Kratos descobre que Cronos tentou em vão mudar seu destino, oferecendo um presente (uma gigantesca pedra "Corcéis do Tempo"), para as Irmãs do Destino, e recebe um dom mágico deixado pelo Titã. Kratos mais tarde viaja para o Tártaro, em busca da Pedra Onfalos, quando ele é atacado por um vingativo Cronos. O Titã culpa Kratos pela morte e aprisionamento de Gaia, como quando Kratos entrou no Templo para recuperar a Caixa, Cronos foi lançado no Tártaro. Apesar de várias tentativas de Cronos para matar Kratos, ele é finalmente morto pelo Espartano.
- Epimeteu: Um Titã de rocha viva que participa do ataque mal sucedido ao Olimpo. Morto por Poseidon.
- Hiperion: Um Titã acorrentado nas fossas do Tártaro e depois jogado pra fora do Olimpo na Segunda Grande Guerra.
- Oceano: Um Titã de água e relâmpagos que participa do ataque mal sucedido ao Olimpo. Morto por Hades.
- Perses: O Titã Vulcânico da Destruição que participa do ataque mal sucedido ao Olimpo. Embora Perses machuque mortalmente Hélio, o Titã é morto quando tenta se voltar contra Kratos.
- Prometeu: Punido por Zeus por dar à humanidade o Fogo do Olimpo. Feito imortal e atacado por uma águia que arrancava fora seu fígado (que regenerava-se instantaneamente) todo dia. Prometeu é finalmente libertado por Kratos, e morto por autoimolação no fogo, então suas cinzas dão poder ao Espartano.
- Reia: A esposa de Cronos. Quando Cronos devora seus filhos na tentativa de burlar a profecia que dizia que um de seus filhos iria mata-lo, Reia enganou seu marido e assegurou-se que o jovem Zeus estivesse escondido e protegido.
- Thera: Um Titã baseado em lava (criado especialmente para o jogo) e aprisionado em um vulcão juntamente com a cidade de Atlântida. Kratos liberta Thera, fazendo com que o vulcão entrasse em erupção, destruindo a cidade.
- Tifão: Um Titã aprisionado dentro de uma montanha após a Grande Guerra. Gaia guia Kratos para Tifão, para ajudá-lo a escapar, no entanto, quando Tifão recusa, Kratos cega Tifão e rouba seu arco mágico.

## Heróis
- Hércules: Um semi-deus e meio-irmão de Kratos. Hércules quer ter o trono de "Deus da Guerra" após completar o décimo terceiro, não oficial e último trabalho: o assassinato de Kratos. Morto em combate por Kratos, que pega de Hércules o "Nemean Cestus" (Cestus de Neméia) para si mesmo.
- Perseu: O segundo herói Grego que Kratos encontra na sua jornada para encontrar as Irmãs do Destino. Perseu também está procurando as Irmãs na esperança de reviver seu amor. Acredita que a aparição de Kratos é um teste e ataca o Espartano, mas é morto em combate.
- Teseu: Um servo das Irmãs do Destino (guardião dos Corcéis do Tempo), e o primeiro de alguns heróis Gregos que Kratos encontra em sua jornada ao Templo dos Destinos. Morto em batalha por Kratos.

## Outros personagens
- Rei Bárbaro: Comandante de um horda de bárbaros que ameaçava um exército inimigo Espartano. Quase matou Kratos em combate, mas não conseguiu no momento crítico: Kratos ofereceu sua vida à Ares e voltou a batalha equipado com as Lâminas do Caos, o Espartano usa as lâminas para decapitar o Rei. O Rei Bárbaro consegue fugir do Submundo, e querendo vingança, encontra e confronta Kratos na Ilha da Criação. Kratos, no entanto, mata o Rei Bárbaro mais uma vez e confisca seu martelo para uso próprio.
- Capitão do Bote: Um adição humorística, o Capitão do Bote encontra Kratos em várias ocasiões, e seus encontros com o mal encarado Kratos são sempre ruins para ele (como quando ele é ignorado por Kratos, dentro da barriga da Hidra e atirado para baixo enquanto Kratos está no Submundo (God of War); fungindo de Kratos como um espírito, embora convocado para lutar (God of War II) e deixando uma nota de ódio contra Kratos no Submundo (God of War III).
- Callisto: A mãe de Kratos e Deimos. Punida pelos deuses por revelar a identidade do pai de seus filhos, Callisto é transformada em uma besta que Kratos deve matar. Após morrer, Callisto avisa a Kratos que procure por Deimos em Esparta.
- Ceryx: O filho do deus Hermes e um mensageiro do Olimpo. Tenta avisar Kratos sobre as consequências de sua jornada sangrenta, mas é morto pelo Espartano por interferir.
- Caronte: O barqueiro do Rio Estige no Submundo. Guia as almas perdidas para seu destino final. Acaba matando Kratos em seu primeiro encontro, Kratos retorna e destrói Caronte, confiscando sua mascará para uso próprio.
- Dédalo: Um brilhante arquiteto, Dédalo construiu o labirinto em que Pandora foi aprisionado após Zeus descobrir sobre sua existência. Zeus também prometeu reunir Dédalo com o seu filho Ícaro como recompensa, mas nunca revelou que Ícaro de fato também estava morto. Dédalo é morto quando Kratos uni o labirinto.
- Deimos: O irmão de Kratos. Raptado por Ares e aprisionado e torturado por Thanatos devido as marcas de nascença estranhas de Deimos, por causa de uma profecia que dizia que o Olimpo cairia nas mãos de um "guerreiro marcado". Quanto mais o tempo passa, com mais ódio Deimos ficava de seu irmão, e sua esperança de ser resgatado diminuía. Quando finalmente é reunido com seu irmão, Deimos é inicialmente um pouco amargo e se irrita com Kratos por este não tê-lo salvado mais cedo. Quando Kratos salva Deimos de cair para sua morte, ele se junta com seu irmão e batalha com o deus. Deimos é morto por Thanatos, que acaba sendo assassinado por Kratos.
- Erínias: filha de Tânato, batalha com Kratos antes dele chegar a Esparta. Morta por Kratos que confisca sua magia para uso pessoal.
- Euríale: Uma Górgona e serva das Irmãs do Tempo. Procura vingança contra Kratos pelo assassinato de sua irmã Medusa, mas é morta e também decapitada. Kratos mais uma vez confisca a cabeça de uma Górgona para uso pessoal.
- O Coveiro: Uma misteriosa figura (revelada ser Zeus[2]) que aconselha Kratos e também o resgata do Submundo. Também aconselha Kratos a não se fazer inimigo dos deuses.
- Ícarus: O filho de Dédalo e agora insano. Ícarus ataca Kratos e quando tem suas asas arrancadas (que Kratos confisca para uso prórprio) cai para sua morte no Submundo.
- Juízes do Submundo: Rei Minos, Rei Radamanto e Rei Éaco são os juízes da morte. As estátuas do trio seguram a Corrente do equilibrio conectando o Olimpo com o Submundo. Rei Minos avisa que Kratos não está pronto para a vidá após morte e o deixa viver.
- Rei Midas: Um rei que, em qualquer coisa que tocar a transforma em ouro. Está de luto por acidentalmente transformar sua filha em ouro.
- Lanaeus: Um servo de  Poseidon que tenta matar a Kratos.
- O Último Espartano: Um fiel seguidor de Kratos. Ordena a estátua de Ares a ser demolida por uma de Kratos e dá a Kratos suas antigas armas, as "Arms of Sparta" (Braços de Esparta, as armas que Kratos usou como Capitão do Exército Espartano). Mais tarde ele testemunha a destruição de Esparta pelas mãos do vingativo Zeus. O Espartano tenta achar as Irmãs do Tempo, para mudar o passado de Esparta. Acidentalmente morto por Kratos, mas revela a extensa traição de Zeus antes de morrer.
- Lysandra e Calliope: A esposa e filha de Kratos respectivamente. Ambas mortas por Kratos durante um ataque dele . Ares foi fundamental para os assassinatos, forçando Kratos a se tornar o "Fantasma de Esparta" e renunciar sua servidão ao Deus da Guerra. Kratos é brevemente reunido com Calliope no Submundo nos Campos Elísios, mas é forçado a abandoná-la para salvar o mundo. Com a ajuda de Lysandra e calliope em sua mente,Kratos finalmente consegue se livrar do tormento de seu crime.
- Medusa: Rainha das Górgonas. Morta em batalha (decapitada) por Kratos. A deusa Afrodite dá poder a cabeça de serpente permitindo a Kratos que a use como um item mágico.
- Narradora: Narra todos os jogos da série, exceto God of War: Betrayal, e apenas dá uma introdução narrativa em God of War III.
- Oráculo de Atenas: diz Kratos achar a Caixa de Pandora: a chave para derrotar Ares.
- Pandora: Uma criação animada de Hefesto que se torna uma filha para ele. Aprisionada por Zeus, porque este foi infectado com o medo liberado da Caixa de Pandora. Descobrindo que Pandora é a chave para acalmar a Chama do Olimpo que cerca a Caixa de Pandora, Kratos a resgata. Relutantemente Pandora se sacrifica para abrir a Caixa e ele lamenta seu falecimento, porque Pandora o lembrou de sua filha falecida Calliope. Pandora reaparece no psiquê de Kratos e ajuda-o a encontrar a força da esperança trancada dentro dele, permitindo-lhe finalmente vencer e matar Zeus.
- Rei Persa: Líder das forças pérsicas que invadem a cidade Grega de Ática. Morto em batalha por Kratos, que confisca a mágica do rei para uso próprio.
- Pirítoo: Um prisioneiro do Submundo que possui o "Arco de Apolo", e é amante de Perséfone. Morto por Kratos, confiscando o seu arco para uso próprio.
- As Irmãs do Destino: Três irmãs que possuem o controle do destino de todos os mortais, deuses e Titãs. Todas são mortas por Kratos, que toma o poder destas.
  - Laquesis: A primeira Irmã determinada a negar Kratos sua vingança.
  - Atropos: A segunda Irmã que tenta alterar a batalha de Kratos com Ares.
  - Cloto: A última Irmã, uma gigantesca guardiã do destino final de todos.
- Oráculo da Vila: Uma oráculo idosa que tenta alertar o caminho que Kratos está tomando - ainda em serviço de Ares - quando este chega à uma cidade dedicada para Atena. Amaldiçoa Kratos uma vez que ele é enganado, para matar sua esposa e filha por Ares, proclama que "deste dia em diante, a marca de seu ato terrível será visível para todos", anexando as cinzas da família de Kratos em sua pele. Isso transforma a pele de Kratos em branco, dando a ele o título de "Fantasma de Esparta".
- Brok: É um anão ferreiro que ajuda aumentar as habilidades do Machado Leviatã de Kratos em God of War (2018), além de vender armaduras para ele. Também é irmão de Sindri.
- Sindri: É um anão ferreiro que ajuda aumentar as habilidades do Machado Leviatã de Kratos em God of War (2018), além de vender armaduras para ele. Também é irmão de Brok.
- Briareu: Briareu é um dos três hecatônquiros e aparece em God of War Ascension como um chefe. Após fazer um juramento a Zeus e quebra-lo, Briareu foi perseguido e castigado pelas Fúrias. A partir do seu corpo construiu-se uma prisão para aqueles que quebrassem juramentos com os deuses. Foi morto por Kratos depois de ser possuído pelos parasitas de Megera.
- Giges: Giges é um dos três  hecatônquiros e aparece nas histórias em quadrinhos God of War. Em seu corpo cresceu a Árvore da Vida que carregava a ambrósia de Asclépio com poderes curativos divinos. Giges tinha o objetivo de usar a ambrósia para reviver seus irmãos Briareu ( morto por Kratos ) e Coto ( de paradeiro desconhecido no jogo ). Porém devido a batalha de Kratos com Cereyon seus braços foram queimados, impedindo-o de alcançar o fruto divino, isso o obrigou a entrar em um sono profundo para recompor os membros. Anos depois Giges finalmente despertou graças a Kratos ( agora Deus da Guerra ) e tentou destruir o mesmo, mas teve seu olho central furado e o resto do seu corpo foi queimado através das chamas de Apolo junto com a Árvore da Vida, impedindo Giges e qualquer outro de usar o poder da  Ambrósia de Asclépio   novamente.
- Coto: Coto é um dos três hecatônquiros e é apenas mencionado nos quadrinhos God of War. Coto nunca apareceu na série e apenas é mencionado, porém se dá a entender que ele está preso no Tártaro e morreu por lá mesmo.
- Thamur: É um gigante que aparece God of War (2018), primeiramente ele aparece no trailer do jogo com o narrador contando como ele foi "morto" pelo Thor. Durante o jogo Kratos e Atreus em busca do Cinzel Mágico eles se deparam com o cadaver dele, sendo ressuscitado no final do jogo pela Freya. Após a ressuscitação Kratos, Atreus e Baldur lutavam no gigante sendo derrotado pelo Kratos durante a luta.

## Deuses Nórdicos
- Odin: Ele é mencionado durante o God of War (2018) e durante o jogo é possível ver seus corvos-vigía e mata-los durante o jogo. Em God of War Rangnarok ele aparece junto com Thor oferecendo uma a proposta de paz para Kratos, mas o espartano acabou recusando mandando o proprio Deus do Trovão nordico ser rapido. Mais tarde ja sabendo que Kratos e Atreus procurariam pistas que Tyr estava vivo ele se disfarçou do próprio Deus da Guerra e ficou hospedado na casa de Brok e Sindri que fica no reino ente os reinos, sabendo que algum momento o Atreus iria pra Asgard ele no proprio reino manipulando o filho do espartano ao seu favor em busca de restos de fragmentos de uma mascara que tinha vindo de uma fenda e que tinha escritura da Mitologia Japonesa encravado para ter conhecimento que tanto desejava. Após Atreus fugir com a mascara apos ser encurralado por Thor, Odin se disfarça de Tyr de novo e volta na casa dos irmãos anões para recuperar a mascara, Brok desconfiando dele o acaba o matando assim revelando que estava o tempo todo disfarçado quase conseguiu recuperar a mascara tentando fugir. No final apos Thor mais uma vez batalhar com o Kratos, Odin manda matar o espartano mais apos o Deus do Trovão desobedecer o mata com a sua lança na frente da sua neta, Thrud que a manda longe da batalha com Mjolnir, durante a primeira batalha ele tenta manipular mais uma vez o Atreus que ele o unico que podia usar a mascara mas o filho do espartano quebra mascara fazendo que a fenda fecha-se ficando com odio assim iniciando a batalha final. Apos a batalha Atreus tenta convencer que ele tinha escolha mais acaba não conseguindo o que ele acaba transferindo a alma de Odin em uma bola, mais Sindri tomado por odio esmaga a bola com seu martelo assim o matando.
- Thor: Ele aparece primeiramente em um trailer de God of War (2018) de um narrador contando como ele "matou" um gigante. No final secreto do jogo ele aparece para Kratos indicando que ele aparecerá no próximo jogo da série. Em God of War Ragnarok ele aparece na casa de Kratos a mando do seu pai, Odin em busca de tregua mais apos o espartano recusar, ele e Kratos começam a batalhar diz que essa batalha era uma pagamento de sangue e queria ver o verdadeiro Deus da Guerra Kratos foi. Apos a batalha ele disse que o pagamento de sangue tinha sido pago e vai embora, durante a visita de Atreus a Asgard, a mando de Odin ele Atreus vão busca dos fragmentos da mascara durante o fim do ultimo fragmento sua esposa, Sif manipula o Deus do Trovão encurralando o Atreus fugir com a mascara. Durante o Ragnarok ele luta Jormugandr serpente do mundo e manda de volta ao passado e ataca Kratos pensando que ia ataca a sua filha Thrud assim começando mais uma batalha contra o espartano. Apos a batalha, Odin parece mandado o Thor matar Kratos mais ele desobedece e o proprio acaba matando ele com sua lança na frente da sua filha. No pos--game Thrud herda o seu martelo, Mjolnir dizendo que nunca se esqueceria dele.
- Týr: Ele é o Deus da Guerra da Mitologia Nórdica. Ele é mencionado durante o God of War (2018). Durante o jogo, Kratos pega seus itens e descobre que ele viajou entre reinos e mitologias (entre eles a Grega). Todos acreditaram que foi morto por Odin por ter compaixão pelos gigantes. Em God of War Ragnarok aparece preso em uma mina em Svartafheim e resgatado por Kratos e Atreus. Apos Atreus fugir de Thor, ele diz que tinha uma maneira antiga de ir a Asgard mais Brok desconfia e acaba o matando-o revelando que o tempo todo não passava-se de um disfarce de Odin. No pos-game é revelado que o verdadeiro Tyr estava preso em uma prisão particular de Odin e fica surpreso em saber que Odin esta morto e diz lembrar do nome Kratos de algum lugar, ele chega aparecer em outros reinos que visitamos durante o jogo.
- Freya: Ela é Deusa do Amor e da Mágia da Mitólogia Nódica. Ela aparece durante o jogo God of War (2018), ela ajuda Kratos e Atreus durante a jornada deles ensinando usar e explicar as magias rúnicas no jogo. No final do jogo ela jurou a Kratos que iria se vingar dele por ter matado Baldur. Em God of War Ragnarok ela aprece como inimiga inicialmente mais conforme o que acontece no jogo ela se torna aliada.
- Baldur: Ele é Deus da Justiça e da Sabedoria. Ele aparece durante o jogo God of War (2018), ele está atrás de Faye a mando de Odin, sem saber que ela está em cinzas. No final do jogo, é morto por Kratos na tentativa de matar a mãe, Freya. Sua única fraqueza é o visco. Em God of War Ragnarok ele aparece como alucinação feito pelas Nornas
- Magni e Modi: Os dois filhos de Thor, que aparecem como inimigos durante a campanha e enfrentam Kratos e Atreus, mas Kratos os derrota. Após a morte de Magni, Modi foge. Que mais tarde Modi reaparece no cofre de Tyr e ataca e insulta Kratos e Atreus falando sobre a Faye, so que em vão. Kratos e Atreus reencontram o Modi todo machucado por ter levado uma surra de Thor, ele acaba insultando Kratos e Atreus pela ultima fazendo o filho do espartano a desobedecer e mata-lo. Isso faz com que Thor se enfureça e venha a desafia-lo na próximo jogo.
- Hela: Ela é a Deusa dos Mortos. Ela é mencionada em God of War (2018) por Mimir em Helheim sendo que foi ela criou a ilusão de Zeus para o Kratos. É também a coruja gigante que aparece no topo de uma montanha em Helheim, enquanto observa os mortos.
- Freyr: Ele é o Deus da Fertilidade e da Prosperidade, irmão de Freya. Ele e mencionado por Mimir em Alfheim por ajudar os Elfos Luminosos. Em God of War Ragnarok ele aparece em Vanaheim, chegou confudir Kratos a Deus Aesir e iria iniciar uma batalha com o espartano mais Freya intervem em sua forma de ave assim se tornando um aliado. Durante os acontecimentos do jogo ele constantemente precisou de ajuda, no final segurou o ataque do gigande de fogo Sutr Atreus ate tentou ajuda-lo mais acabou morrendo e se sacrificando ajudando o filho do espartano. No pos-game é revelado por Mimir que Freyr foi enganado por Odin disfarçado de mulher para que ele abandona-se a sua espada magica Ingrid, que chegou a ser usado por Atreus durante a sua visita a Asgard.
- Njord: Ele é o Deus dos Mares da Mitólogia Nórdica, pai de Freya e de Freyr. Só foi mencionado em God of War (2018) e God of War Ragnarok não chegou aparecer indicando que ele esteja morto.

## Deuses Egipcios
- Tote: Ele é o Deus da Sabedoria e da Magia da Mitologia Egipcia. Ele so aparece nas HQs God of War Fallen God que se passa antes dos acontecimentos de God of War (2018). Primeiramente aparece na forma de um velho para Kratos dizendo que tinha um destino nas terras deserticas, mais durante a caminhada de Kratos ele aparece na forma de Ibis e de um Babuino, dizendo para Kratos não podia fugir do destino. Mais tarde ele aparece mais uma vez na forma de um velho dizendo que Kratos devia matar uma criatura durante a conversa aparece um crocodilo gigante que Kratos matou com dificuldades. Logo apos a batalha as pessoas ao seu redor começaram a fugir e Kratos sem entender pergunta ao Tote do por que eles fugirem, ele responde que tinha mais uma criatura que emerge do mar revelando ser um hipopotamo gigante. Krattos sem escolha luta arduarmente contra a criatura mais durante a batalha ele desmaia e logo depois tem uma visão astral de Atena e do Tote dessa vez em sua forma verdadeira concordando com Atena e falando pro Kratos não pode fugir do destino e o unico jeito de matar a criatura era com as Laminas do Caos. Apos matar a criatura Kratos desmaia mais uma exausto por causa da batalha a noite o Tote aparece pela ultima vez e fala que Kratos não e mais necessario naquelas terras por enquanto.